# Evangelische Pfarrkirche Rinnthal
Die Evangelische Dorfkirche in Rinnthal ist der bekannteste und bedeutsamste klassizistische Kirchenbau in der Pfalz.

## Baugeschichte
1827 stellte die Gemeinde Rinnthal einen Antrag auf Neubau ihrer Dorfkirche, da die mittelalterliche Kirche aus Holz baufällig und zu klein geworden war.
Die ersten Pläne von Bauschaffner Flörchinger der Bauinspektion Landau/Pfalz wurden von der Kreisbaubehörde abgelehnt. Besonders der Wunsch nach einem schönen Bauwerk im Stil des Klassizismus seitens der Gemeinde erregte Aufmerksamkeit.
Errichtet wurde die Kirche dann nach Plänen des Architekten Joseph Daniel Ohlmüller (1791–1839) unter starkem Einfluss des Bayerischen Hofbaumeisters Leo von Klenze. Den Innenausbau führte August von Voit (1801–1870) durch. 1831 bis 1834 währte die Bauzeit.
Die Kirche sollte ein Musterbau für eine mittelgroße Landkirche in der Pfalz werden, fand aber dort keine Nachahmer und blieb die einzige ihrer Art.

## Architektur
Die mit flachen Pilastern gegliederte, hell verputzte Kirche ist insgesamt 40 Meter lang, 15 Meter breit und mit Turm 40 Meter hoch. Der Fassade vorgestellt ist ein Portikus mit vier ionischen Säulen und Dreiecksgiebel. Hinter ihr erhebt sich aus dem Dach ein zweigeschossiger Turm auf quadratischem Grundriss mit einer umlaufenden Galerie um die Glockenstube.
Die Kirche ist ein Saalbau mit einer kleinen Rundapsis, die sich hinter einer auf zwei flachen Pilaster gestützte Arkade öffnet. Der Innenraum der Kirche ist ca. 12 Meter hoch. Der schlichte Innenraum ist hell verputzt und mit einer flachen kassettierten Decke gedeckt und hat eine umlaufende Empore auf toskanischen Säulen. In der Mitte der Apsis steht die prächtige Kanzel, die durch einen auf zwei Pfeilern aufliegenden Baldachin ausgezeichnet wird. Vor der Kanzel steht ein einfacher Altartisch.
Auf der Südempore steht die aus dem Jahre 1826 stammende Orgel. Die Ausstattung aus der Erbauerzeit ist vollständig erhalten geblieben.